# Plain Rap
Albums de The Pharcyde
Labcabincalifornia
(1995) Cydeways: The Best of The Pharcyde
(2001)
Singles
1. Trust
Sortie : 2000

Plain Rap est le troisième album studio de The Pharcyde, sorti le 7 novembre 2000.
L'album s'est classé 9e au Top Independent Albums, 67e au Top R&B/Hip-Hop Albums et 157e au Billboard 200.

## Liste des titres
| No  | Titre                                                   | Contient un (des) sample(s) de                             | Durée |
| --- | ------------------------------------------------------- | ---------------------------------------------------------- | ----- |
| 1.  | Trust (Produit par Frank Fiction)                       | Countdown at 6 de Perrey and Kingsley                      | 3:59  |
| 2.  | Network (featuring Black Thought – Produit par J-Swift) |                                                            | 5:14  |
| 3.  | Somethin' (Produit par Slimkid3)                        |                                                            | 3:21  |
| 4.  | Misery (Produit par Slimkid3)                           |                                                            | 5:10  |
| 5.  | Blaze (Produit par J-Swift)                             |                                                            | 3:33  |
| 6.  | Rush (Produit par Frank Friction)                       |                                                            | 3:58  |
| 7.  | Guestlist (Produit par Frank Friction)                  |                                                            | 3:07  |
| 8.  | Evolution (Produit par Frank Friction)                  |                                                            | 4:35  |
| 9.  | Frontline (Produit par Showbiz)                         | If We Lived on the Top of a Mountain du Les Reed Orchestra | 5:09  |
| 10. | World (Produit par Slimkid3 et Bedie)                   |                                                            | 5:48  |
| 11. | Trust (Remix) (Produit par J-Swift)                     |                                                            | 4:52  |